# Krimmlski slapovi
Krimmlski slapovi (nemško Krimmler Wasserfälle) so s svojimi 385 m najvišji slapovi v Avstriji. Nahajajo se na robu vasi Krimml (Zvezna dežela Salzburg), v Narodnem parku Visoke ture, v gorah blizu meje z Italijo. Potok se oblikuje v visokogoski dolini Krimmler Achetal, ki leži na nadmorski višini preko 1600 m in nato v treh stopnjah, skupne višine 380m, pade preko visoke skalne stopnje v dolino reke Salzach. Reka Salzach teče po dolini Pinzgau v smeri zahod-vzhod, se pri kraju St. Jochan obrne proti severu oziroma v smeri Salzburga in teče naprej do izliva v Inn pri Passau v Nemčiji.

## Nastanek
Krimmlski slapovi so nastali zaradi velike višinske razlike med visokogorsko dolino Krimmler Achetal in dolino reke Salzach. Ta stopnja je posledica delovanja ledenikov. Tako je velik ledenik dolino reke Salzach bistveno bolj poglobil kot pa pravokotno nanj delujoč krajši ledenik iz stranske doline potoka Krimmel Ache. Ta potok izvira ob vznožju gore Dreiherrnspitze (3499 m). Vodo prispeva 17 potokov, ki se izcejajo iz ledenikov z obeh strani doline.

## Količina vode
Krimmler Ache je tipični ledeniški potok, 12 % njegovega prispevnega območja predstavlja 110,7 km² ledenikov, kar ima za posledico močno nihanje vodostaja tako čez dan, kot med letom. V mesecu juniju in juliju je pretok največji, približno 5,6 m³ / s, medtem ko znaša februarja le okoli 0,14 m³ / s. Največji pretok nastopi med 21.-24. uro, saj je za taljenje vode in dolžino toka 18 km od ledenika do slapov potrebno 9 - 12 ur. Največji pretok je bil na 25. avgusta 1987 z do 166,7 m³ / s, kar je povzročilo poplave in precejšnje opustošenje v dolini Salzach.

## Zgodovina poti
Že v srednjem veku je ob slapovih in preko Tauern Achental v Krimml ter v Italijo vodila mulatjera. Glavna artikla trgovanja sta bila sol in vino, ki so ju prenašali v smeri proti jugu in obratno proti severu. Še vedno obstoja koča Krimmler Tauernhaus kot pomembno počivališče, ki je bila prvič omenjena v zapisih leta 1389. V 16. stoletju je bil promet na tej relaciji tako pomemben, da so zgradili novo pot. Prvi turisti so hodili občudovat slapove že ob koncu 19. stoletja. Tako je planinsko društvo Deutschen und Oesterreichischen Alpenvereins leta 1901 odprlo novo pot za ogled slapov. Danes je del te poti glavni dostop do slapov.
Od leta 1904 dalje se za ogled Krimmelskih slapov pobira vstopnina, denar pa se porabi za stroške vzdrževanja. Pot zdaj vodi v neposredni bližini slapov v ozkih in strmih serpentinah. Pot do zgornjega slapa traja dobro uro in je potrebne kar nekaj vzdržljivosti, da jo prehodiš v celoti. Ob poti je več razgledišč, ki ponujajo spektakularne poglede na slapove.

## Potek poti
Pot vodi od parkirišča mimo nekaj gostišč do prvega razgledišča Kursingerplatz na višini 1070 m. Do tukaj je bila pot narejena že leta 1835 in sicer jo je zgradil Ignaz von Kursinger, kmet iz Mittersilla. Nadaljujemo do naslednjega razgledišča na višini 1110 m imenovanega po Rudolfu Riemannu, predsedniku planinskega društva iz Pinzgaua, ki je podaljšal pot do tu že leta 1879. Sledi razgledišče Regen (dež - pršec slapa je tukaj zelo močan) na višini 1150 m. Naslednje razgledišče na višini 1170 m je poimenovano po financerju dela poti, Theodorju Sendtnerju. Spodnji slap ima višino 140 m. Sedaj se že vzpenjamo ob srednjem slapu, ki je sicer visok 100 m in pridemo do razgledišča na višini 1210 m imenovanega po Ernstu Jungu, enemu od predsednikov planinskega društva in podporniku gradnje poti ob slapovih. Razgledišče na višini 1220 m se imenuje Jaga Sprung po divjem lovcu, ki naj bi tukaj preskočil potok, da si je rešil življenje pred zasledovalci. Sledi razgledišče na višini 1245 m imenovano po Friedrichu Ernstu Bergerju, dolgoletnemu predsedniku sekcije planinske organizacije (od 1887 do 1943). Na vrhu srednjega slapa stoji gostišče na višini 1306 m. Tukaj je ustvarjena krajša uravnava, nakar se pot začne strmo vzpenjati, saj je treba premagati navpično skalno stopnjo najvišjega prvega slapa, ki je visok 145 m. Mimo dveh razgledišč pridemo do najvišjega na višini 1460 m, imenovanega po Albertu Schettu iz Neukirchen am Grossvenediger, poštnega uradnika, ki je na samem začetku vodil gradnjo poti. Od tu dalje se pot uravna in v dobre pol ure pridemo do koče Krimmler Tauernhaus (1631 m), ki je izhodišče za nadaljnje ture po visokogorju.